# Offensive de Maarat al-Nouman et Saraqeb
Pour les articles homonymes, voir Bataille de Maarat al-Nouman.
- Territoire contrôlé par le gouvernement syrien et ses alliés
- Territoire contrôlé par Hayat Tahrir al-Cham, l'Armée nationale syrienne et leurs alliés
- Territoire contrôlé conjointement par le gouvernement syrien et les Forces démocratiques syriennes

Guerre civile syrienne
Batailles
L'offensive de Maarat al-Nouman et Saraqeb, baptisée « Aube d'Idleb 2 » par le régime, a lieu lors de la guerre civile syrienne. Elle est lancée le 19 décembre 2019 par l'armée syrienne et l'armée russe dans le sud-est du gouvernorat d'Idleb et l'ouest du gouvernorat d'Alep et est menée contre les forces de l'opposition syrienne, constituées principalement par les djihadistes de Hayat Tahrir al-Cham et les rebelles de l'Armée nationale syrienne. 
Les combats sont à l'avantage des loyalistes, qui s'emparent de la ville de Maarat al-Nouman le 29 janvier, puis de Saraqeb le 8 février. Ils achèvent la reprise totale du contrôle de l'autoroute M5 le 11 février et dégagent la périphérie ouest d'Alep le 16 février. Saraqeb est cependant reprise par les rebelles le 27 février, puis à nouveau reconquise par les loyalistes le 2 mars.  
L'offensive du régime syrien provoque la fuite d'environ un million de civils, soit la plus importante vague de déplacés depuis le début du conflit. Intensivement bombardés, les villes et villages qui retombent aux mains des loyalistes sont en ruines et abandonnés par leurs habitants.
L'avancée de l'armée syrienne entraîne à partir de février une intervention de l'armée turque, présente depuis octobre 2017 dans la région d'Idleb où des troupes sont cantonnées dans plusieurs postes d'observations établis dans le cadre des accords d'Astana conclus avec la Russie et l'Iran le 4 mai 2017. La Turquie envoie des renforts et entre en affrontement avec les troupes du régime syrien. Le 1er mars, Ankara annonce le déclenchement d'une opération militaire contre l'armée syrienne, baptisée Bouclier du printemps. 
Cette contre-offensive provoque des tensions entre la Turquie et la Russie, inédites depuis leur rapprochement diplomatique en 2016 et la conclusion des accords de Sotchi en 2017. Les deux pays cherchent cependant à éviter la rupture et le 5 mars 2020, ils concluent un accord pour instaurer un cessez-le-feu dans la région d'Idleb.

## Prélude
Le 31 août 2019, la Russie proclame un cessez-le-feu qui met fin à l'offensive de Khan Cheikhoun, dans le gouvernorat d'Idleb,. Cependant, des combats ponctuels continuent d'éclater dans la région. Ainsi, entre le 31 août et le 1er décembre, les combats sporadiques font au moins 250 morts chez les loyalistes et 220 morts chez les djihadistes et les rebelles selon l'Observatoire syrien des droits de l'homme (OSDH), tandis qu'au moins 160 civils, dont 45 enfants, sont tués par des bombardements.
Le 30 novembre et le 1er décembre, des affrontements ont lieu près de Maarat al-Nouman, la deuxième plus grande ville du gouvernorat d'Idleb, peuplée de 150 000 habitants. Quatre villages sont pris par les rebelles, puis reconquis par les forces du régime. Selon l'OSDH, ces combats, les plus violents depuis le début de la trêve, font au moins 51 morts chez les loyalistes et au moins 45 morts chez les djihadistes et les rebelles. 
À partir du 16 décembre, les frappes aériennes du régime s'intensifient dans la région de Maarat al-Nouman, provoquant la fuite de dizaines de milliers de civils,. Maarat al-Nouman est abandonnée par une large partie de sa population civile,,. Le 17 décembre, 23 civils sont tués par des frappes menées contre le village de Talmenas,.

## Déroulement

### Offensive loyaliste à Maarat al-Nouman en décembre 2019 et janvier 2020
L'offensive au sol débute le 19 décembre,. L'opération est baptisée Aube d'Idleb 2 par le régime. Les 19 et 20 décembre, de violents combats ont lieu au sud de Maarat al-Nouman, faisant au moins 30 morts chez les loyalistes et 51 du côté des djihadistes et des rebelles. Les loyalistes progressent vers Maarat al-Nouman et s'emparent de 25 villages entre le 19 et le 22 décembre. Le 23 décembre, le poste d'observation de l'armée turque à al-Surman se retrouve encerclé par l'armée syrienne. La localité de Jarjanaz est également conquise le même jour par les troupes du régime.
Le 24 décembre, les djihadistes de Hayat Tahrir al-Cham et d'Ansar al-Tawhid lancent une contre-offensive pour tenter de freiner la progression des loyalistes qui ne sont alors plus qu'à six kilomètres de la ville Maarat al-Nouman. L'attaque est contenue par les troupes du régime qui ouvrent également un nouveau front à l'est d'Idleb, où elles s'emparent de deux villages. 
Le 25 décembre, l'armée syrienne s'empare encore de quelques localités, faisant passer à 40 le nombre de villages conquis depuis le début de l'offensive, et est à 4 kilomètres de Maarat al-Nouman.
Le 24 décembre, la Turquie annonce qu'elle est en pourparlers avec la Russie pour obtenir un nouveau cessez-le-feu. Le porte-parole de la présidence turque, Ibrahim Kalin, déclare : « Nous suivons de près le processus en vue de mettre fin aux bombardements. Ces bombardements doivent cesser immédiatement à la faveur d'un nouveau cessez-le-feu. C'est notre principale attente de la partie russe ». Le président turc Recep Tayyip Erdoğan affirme pour sa part le 22 décembre que « la Turquie ne peut accueillir une nouvelle vague de réfugiés en provenance de Syrie » et que « les effets négatifs de cette pression que nous subissons seront ressentis par tous les pays européens, à commencer par la Grèce ». Le 26 décembre, le président américain Donald Trump appelle la Russie, la Syrie et l'Iran à cesser le « carnage », tout en saluant le rôle de la Turquie. La France demande également une « désescalade immédiate ».
Le 1er janvier 2020, un missile balistique doté d'une ogive à sous-munitions tirée par l'armée syrienne frappe une école à Sarmin (en), causant la mort de 12 civils, dont deux femmes et cinq enfants, et faisant 13 blessés,,. Le 5 janvier, neuf autres civils sont tués à Ariha.
Le 9 janvier 2020, la Russie annonce l'entrée en vigueur d'un nouveau cessez-le-feu dans la région d'Idleb après la conclusion d'un accord avec la Turquie.
Cependant, les raids aériens se poursuivent. Le 11 janvier, au moins 18 civils sont tués par des frappes aériennes du régime sur les villes et localités d'Idleb, Binnish et Neirab (en). Le 15 janvier, au moins 19 autres civils sont tués par un raid sur la ville d'Idleb,. Le 23 janvier, au moins huit civils, dont cinq enfants, sont tués dans des raids russes à Saraqeb et Arnaba.
Des combats au sol éclatent également ponctuellement. Dans la nuit du 15 au 16 janvier, les troupes du régime s'emparent de deux villages près de Maarat al-Nouman au terme de combats qui font au moins 29 morts chez les loyalistes et 26 du côté des djihadistes de Hayat Tahrir al-Cham.
Les 25 et 26 janvier, les troupes du régime font une nouvelle poussée : elles s'emparent de sept villages et atteignent les abords de la ville de Maarat al-Nouman. Le tronçon d'autoroute entre Maarat al-Nouman et Saraqeb, au nord, est également coupé. Au matin du 27 janvier, Maarat al-Nouman est presque encerclée : les loyalistes tiennent les villages au nord et à l'est de la ville et accentuent la pression sur son flanc ouest. Plus au nord, l'armée syrienne tente également d'avancer dans la région de Saraqeb et dans l'ouest du gouvernorat d'Alep. Le 28 janvier, les troupes du régime entrent dans Maarat al-Nouman et prennent rapidement le contrôle de plus de la moitié de la ville, laquelle est alors abandonnée par la majorité de ses habitants,. Des combats ont lieu, mais le gros des forces djihadistes et rebelles battent rapidement en retraite. Le matin du 29 janvier, Maarat al-Nouman est entièrement aux mains du régime,. Les loyalistes contrôlent alors 40 % du gouvernorat d'Idleb.
Le 29 janvier, le président turc Recep Tayyip Erdoğan critique la Russie en l'accusant de ne pas respecter les accords conclus, le cessez-le-feu étant resté lettre morte,. Deux jours plus tard, il dénonce la « cruauté du régime envers son propre peuple et ses attaques qui provoquent des bains de sang et menaçant notre pays d'une nouvelle vague de migrants » et menace de « recourir à la force militaire ». Cependant l'inaction de la Turquie est largement dénoncée par les habitants de la région d'Idleb.
Fin janvier, les forces iraniennes interviennent de nouveau dans l'offensive d'Idleb, après être restées en retrait dans cette région pendant plusieurs mois. Elles ouvrent un nouveau front dans le sud-ouest du gouvernorat d'Alep et engagent la Force Al-Qods,, les miliciens libanais du Hezbollah,, des Syriens du Liwa al-Baqir et des Forces locales de Défense, des Palestiniens du Liwa al-Quds,, des Afghans de la Division des Fatimides, des Pakistanais du Liwa Zainebiyoun et des milices irakiennes. Le 30 janvier, ces forces s'emparent de Khan Touman et de Khalidiya.

### Offensive loyaliste à Saraqeb en début février 2020

Évolution de la situation dans la poche d'Idleb entre le 24 janvier et le 19 février 2020 :
Zone contrôlée par le régime syrien et ses alliés
Zone contrôlée par l'Armée nationale syrienne et ses alliés
Zone contrôlée par Hayat Tahrir al-Cham et ses alliés
Zone contrôlée par le gouvernement syrien et les Forces démocratiques syriennes

De leur côté, les forces du régime continuent d'avancer. Le 31 janvier, elles arrivent à deux kilomètres au sud de la ville de Saraqeb, auparavant peuplée de 110 000 habitants mais alors presque totalement abandonnée par sa population civile. Les loyalistes reculent cependant après une contre-attaque des rebelles et sont à 5 kilomètres de la ville le 1er février, puis à 8 kilomètres le 3 février. Le 2 février, au moins 14 civils sont tués par des raids aériens, dont sept membres d'une même famille à Sarmin (en). De son côté, l'armée turque se déploie à Saraqeb dès le 30 janvier.
Dans la nuit du 2 au 3 février, un convoi turc de 240 camions et blindés venu renforcer les postes d'observation de la région est touché par des tirs d'artillerie syriens près de Saraqeb,,,,. Sept soldats et un contracteur civil turcs sont tués et treize sont blessés selon Ankara,. En représailles l'armée turque mène des frappes aériennes et des tirs d'artillerie sur 54 cibles dans les gouvernorats d'Idleb, Hama, et Lattaquié et revendique la « neutralisation » de 76 soldats du régime le 3 février,,. Sana, l'agence de presse officielle du régime syrien dément tout décès dans les rangs de l'armée, tandis que l'OSDH donne pour sa part un bilan d'au moins 13 soldats syriens tués et plus de 20 autres blessés. Ömer Çelik, le porte-parole de l'AKP, déclare alors : « Après cette attaque, les éléments du régime qui se trouvent dans cette région sont pour nous des cibles. Ce que nous attendons de la Russie, c'est qu'elle évite de servir de bouclier ou de chercher à protéger le régime de quelque manière que ce soit ». De son côté le président Recep Tayyip Erdoğan promet de riposter à toute nouvelle attaque du régime, il annonce qu'il ne laissera pas l'armée syrienne progresser davantage à Idleb et prévient également Moscou dans un ton inhabituellement virulent : « Je veux m'adresser en particulier aux autorités russes : notre interlocuteur, ce n'est pas vous, c'est le régime. N'essayez pas de nous entraver. [...] Nous ne pouvons pas rester silencieux alors que nos soldats tombent en martyrs. Nous allons continuer de demander des comptes ». Le 5 février, il déclare qu'il laisse jusqu'à la fin du mois aux troupes du régime syrien pour se retirer au-delà des postes d'observation turcs.
Mais malgré les avertissements de la Turquie, l'armée syrienne continue de progresser et pénètre dans la ville de Saraqeb le soir du 5 février,,. Plusieurs centaines de djihadistes et de rebelles se retirent de la ville par le nord, avant qu'elle ne se retrouve totalement encerclée,,. Dans la nuit du 5 au 6 février, des blindés turcs se déploient à Taftanaz (en) et Binnish, au nord de Saraqeb,,. Le 6, les djihadistes et les rebelles lancent une contre-offensive avec le soutien de l'artillerie turque,. Les combats se poursuivent à l'intérieur de Saraqeb, où les assiégés parviennent à reprendre le contrôle de la majeure partie de la ville en attaquant depuis les quartiers nord. D'autres forces à l'extérieur tentent de briser l'encerclement au niveau du village de Neirab. Cependant la contre-offensive est repoussée et en fin de journée les troupes du régime s'emparent d'une vaste partie de Saraqeb. Au moins 17 civils sont également tués le même jour par des bombardements dans la région d'Idleb. Le 8 février, l'armée syrienne annonce contrôler la totalité de la ville de Saraqeb.

### Offensive loyaliste dans l'ouest du gouvernorat d'Alep à la mi-février 2020
Les forces du régime poursuivent ensuite leur offensive avec l'objectif d'achever la prise de contrôle de l'autoroute M5, reliant Damas à Alep et passant par Maarat al-Nouman et Saraqeb. Avec la prise de cette dernière ville, tout le tronçon de l'autoroute passant par le gouvernorat d'Idleb est sous contrôle loyaliste, seule une portion de 15 kilomètres dans l'ouest du gouvernorat d'Alep reste alors tenue par les rebelles. Le 8 février, les troupes du régime prennent la localité d'al-Eis, située dans cette région. Le 10 février, les rebelles ne tiennent plus que deux kilomètres de tronçon,. Le matin du 11 février, les loyalistes s'emparent du dernier tronçon dans le secteur de Rachideen al-Rabea. Tout l'autoroute M5, d'Alep à Damas, est alors sous le contrôle du régime pour la première fois depuis 2012.
La Turquie continue pour sa part d'acheminer des renforts. Les effectifs de l'armée turque dans la région passent à 5 000 hommes au 11 février selon l'agence Reuters puis à 15 000 au 20 février et à 20 000 au 6 mars, tandis que pour l'OSDH leurs effectifs sont de 5 000 à la date du 9 février, 6 000 au 10 février, 7 000 au 16 février et 8 100 au 2 mars. Le 10 février, l'artillerie syrienne loyaliste bombarde la base aérienne de Taftanaz : cinq soldats turcs sont tués et cinq autres blessés selon Ankara,, tandis que l'OSDH donne un bilan d'au moins six tués et sept blessés. La Turquie riposte en bombardant des positions de l'armée syrienne,. En fin de journée, elle donne un bilan de 101 combattants du régime neutralisés, trois chars et deux canons détruits et un hélicoptère touché. Le lendemain, un hélicoptère est abattu par une roquette turque près du village de Qaminas et ses deux pilotes sont tués.
Les bonnes relations entre la Turquie et la Russie semblent alors fortement ébranlées. Les accords de Sotchi du 17 septembre 2018 sur la mise en place d'une zone démilitarisée à Idleb se sont avérés inapplicables. Le 12 février, le président turc Erdoğan menace le régime de frapper « partout » en cas de nouvelles attaques contre ses troupes et prononce une rare critique contre la Russie en l'accusant de prendre part au « massacre » contre les civils,. Le ministère syrien des Affaires étrangères répond en qualifiant le président turc de « personne déconnectée de la réalité ». Moscou accuse pour sa part Ankara de ne pas respecter les accords de Sotchi, de « ne pas tenir ses obligations de séparer les combattants de l'opposition (syrienne) modérée » des groupes djihadistes et de n'avoir rien fait pour « neutraliser les groupes terroristes ». Le Kremlin diffuse cependant un communiqué assurant que les présidents Poutine et Erdoğan se sont entretenus par téléphone et veulent sauvegarder leurs « accords de désescalade »,. Le lendemain, la Turquie menace alors de recourir à la force contre les « radicaux » qui ne respectent pas le cessez-le-feu,. Les États-Unis annoncent pour leur part soutenir totalement la Turquie. Dans ce contexte de tensions, le Parlement syrien annonce le 13 février reconnaître officiellement le génocide arménien commis par l'Empire ottoman entre 1915 et 1917. La Turquie répond en dénonçant : « un acte hypocrite de la part d'un régime qui pendant des années a commis toutes sortes de massacres contre son propre peuple ». 
L'armée syrienne poursuit sa progression dans l'ouest du gouvernorat d'Alep. Le 13 février, les Turcs se retirent de la base du Régiment 46, à 12 kilomètres à l'ouest d'Alep. Le lendemain, la base est prise par les loyalistes après des combats contre les djihadistes et les rebelles. L'armée syrienne avance également sur Orum al-Kobra (en) et Kafr Naha afin d'établir une ceinture de sécurité pour protéger l'autoroute. Elle arrive également à 5 kilomètres d'Atarib, la principale ville encore contrôlée par les djihadistes dans l'ouest du gouvernorat d'Alep, mais abandonnée par presque toute sa population civile. L'armée turque se déploie alors dans cette ville. Le même jour, un autre hélicoptère du régime syrien est abattu par les Turcs ou les rebelles près d'Orum al-Kobra et ses deux pilotes sont tués. Cependant, les loyalistes prennent Orum al-Kobra le 14 février, puis Kafr Naha le 15. Le 16 février, ils dégagent la périphérie ouest d'Alep pour la première fois depuis 2012 en s'emparant d'une trentaine de villages.

### Contre-offensive turco-rebelle à Saraqeb et offensive loyaliste dans le Jabal al-Zawiya fin février 2020
Les pourparlers turco-russes à Moscou les 17 et 18 février échouent. Le 17 février, Bachar el-Assad annonce son intention de poursuivre son offensive pour « libérer » les provinces d'Idleb et Alep. Le 19, Erdoğan menace de déclencher une offensive militaire imminente à Idleb. Moscou réagit le même jour en affirmant qu'une offensive turque serait la « pire des options »,. Le 19, la Russie et la Chine bloquent à l'ONU une déclaration proposée par la France réclamant une cessation des hostilités et le respect du droit international humanitaire dans le nord-ouest de la Syrie.
Le 20 février, les rebelles de l'Armée nationale syrienne et les djihadistes de Hayat Tahrir al-Cham lancent une attaque à Neirab, à l'ouest de Saraqeb, avec le soutien de l'artillerie turque,,. Deux soldats turcs sont tués et cinq blessés par une frappe aérienne menée par l'aviation syrienne ou par l'aviation russe,,,. La Russie revendique la destruction d'un char, de six véhicules blindés et de cinq véhicules tout-terrain dans des frappes de Su-24. La Turquie revendique pour sa part avoir éliminé une cinquantaine de soldats syriens et détruit plusieurs blindés. Selon l'OSDH, au moins 14 loyalistes — dont certains sont décapités — et 28 rebelles et djihadistes sont tués dans les combats. Les rebelles parviennent à entrer dans la localité de Neirab et à l'occuper en partie pendant plusieurs heures, mais ils sont finalement repoussés,,. 
Le 20 février, le ministère russe de la Défense condamne les frappes turques et appelle « la partie turque à cesser de soutenir les actions des groupes terroristes et de leur donner des armes ». Le ministère turc de la Défense assure pour sa part le même jour n'avoir « aucune intention d'affronter la Russie ». Le 21, Erdoğan et Poutine s'entretiennent par téléphone : le président turc demande à son homologue russe de « freiner » le régime syrien dans la province d'Idleb, mais ce dernier se déclare « gravement préoccupé par les actions agressives des groupes extrémistes en cours ». Les appels d'Ankara à un retrait des troupes loyalistes sont ignorés par Moscou.
Le 22 février, un autre militaire turc est tué dans la région d'Idleb, Ankara revendique alors une riposte contre 21 cibles. Le 24 février, les rebelles et les djihadistes, appuyés par l'artillerie turque, repartent à l'assaut de Neirab, à l'ouest de Saraqeb, et parviennent cette fois à s'emparer de la localité. Cependant les loyalistes progressent de leur côté à l'ouest de Maarat al-Nouman, dans la région montagneuse du Jabal al-Zawiya, où ils prennent plusieurs villages. Selon l'OSDH, au moins 41 loyalistes — dont neuf dans des bombardements turcs — et 53 rebelles et djihadistes sont tués dans les affrontements de la journée. Le 25 février, abandonnée par toute sa population, la ville de Kafranbel, à l'ouest de Maarat al-Nouman, est prise par le régime,.  
Le 26 février, deux soldats turcs sont tués et deux blessés par des raids aériens,, un autre est tué le lendemain. L'armée turque riposte et revendique la « neutralisation » de 114 « éléments du régime ». L'OSDH donne pour sa part un bilan d'au moins 25 rebelles et 36 loyalistes tués au combat. Le ciel syrien étant contrôlé par la Russie, la Turquie ne peut engager son aviation pour soutenir ses forces au sol, aussi recourt-elle à ses drones armés Bayraktar TB2,. 
Le matin du 27 février, les rebelles reprennent Saraqeb, coupant ainsi de nouveau l'autoroute M5. Les loyalistes poursuivent quant à eux le même jour leur avancée dans le sud du gouvernorat d'Idleb. Selon l'OSDH, l'ensemble de ces combats fait au moins 43 morts chez les loyalistes et 64 tués du côté des djihadistes et des rebelles,. En fin de journée, le ministère russe de la Défense accuse la Turquie de violer les accords de Sotchi en soutenant « des groupes armés illégaux dans la zone de désescalade d’Idlib par des tirs d’artillerie ». Peu après, des militaires turcs positionnés dans un immeuble dans la localité de Balyoun subissent des frappes aériennes qui font de nombreux morts dans leurs rangs — au moins 33 selon Ankara, 34 selon l'OSDH — et une trentaine de blessés,,. Selon Le Monde et Le Figaro, la frappe, effectuée par un missile KAB-1500L (en) avec guidage laser, n'a pu être menée que par la Russie,. Cependant la Turquie l'attribue à l'armée syrienne, puis riposte pendant la nuit et clame que « toutes les positions connues du régime (syrien) ont été prises sous le feu de nos unités terrestres et aériennes ». Elle revendique ensuite la « neutralisation » de 309 soldats du régime, mais l'OSDH ne fait état que d'au moins 31 tués. La Russie dément quant à elle être impliquée dans les bombardements, affirmant que « des militaires turcs, se trouvant au sein d'unités combattantes de groupes terroristes, ont été pris sous le feu de soldats syriens ». Moscou affirme que la position des unités bombardées ne lui avait pas été communiquée par Ankara, ce que cette dernière dément, ajoutant qu'aucun rebelle n'était présent aux côtés des militaires turcs ciblés. Le ministre russe des Affaires étrangères Sergueï Lavrov présente cependant ses « condoléances » et affirme que Moscou fait « tout pour assurer la sécurité des soldats turcs » déployés en Syrie.
Erdoğan convoque un conseil de sécurité extraordinaire et se tourne alors vers les Occidentaux, entre menaces et appels à l'aide. Il demande la mise en place d'une zone d'exclusion aérienne, réclame aux Américains des missiles Patriot et fait pression sur les Européens en menaçant de déclencher un afflux massif de réfugiés syriens vers l'Europe,,. 
Le 28 février, une réunion d'urgence des ambassadeurs des 29 pays membres de l'OTAN se tient à la demande de la Turquie. Mais la rencontre n'aboutit à aucune proposition concrète. L'armée turque compte encore un mort et un blessé le même jour à Idleb, tandis que selon l'OSDH, au moins 48 combattants pro-régime sont tués par les bombardements turcs, dont onze officiers et 14 miliciens du Hezbollah. Le 29 février, au moins 26 combattants du régime sont encore tués par des attaques de drones turcs.

### OpérationBouclier du printempset conclusion d'un cessez-le-feu en mars 2020
Le 1er mars, la Turquie annonce qu'elle lance une offensive militaire contre le régime syrien qu'elle baptise « Bouclier du printemps ». Elle affirme que ses objectifs sont de « mettre fin aux massacres du régime et empêcher une vague migratoire », mais précise qu'elle n'a « ni l'intention, ni l'envie d'entrer dans une confrontation avec la Russie ». Dans la matinée, l'armée turque bombarde lourdement avec des drones l'aéroport international d'Alep, à Neirab, et perd un appareil dans l'opération. Des drones et des missiles antiaériens tirés depuis la province de Hatay détruisent ensuite plusieurs systèmes de défense aérienne et deux avions Soukhoï Su-24 syriens sont abattus par des F-16 turcs — les pilotes parviennent à s'éjecter,,. Au moins 19 combattants pro-régime sont également tués par des tirs de drones contre des convois selon l'OSDH. Au total, plus d'une centaine de combattants pro-régime sont tués en trois jours par l'artillerie et les drones turcs, dont 21 miliciens afghans et pakistanais de la Division des Fatimides et du Liwa Zainebiyoun et 12 miliciens libanais du Hezbollah. La Syrie annonce alors la fermeture de son espace aérien aux avions et aux drones et menace d'abattre tout appareil sans sommation. Au sol, les djihadistes de Hayat Tahrir al-Cham et les rebelles lancent également une contre-offensive sur le front sud et reprennent plusieurs villages dans les montagnes de Jabal al-Zawiya et la plaine de Sahl al-Ghab,. 
Le 2 mars, l'armée syrienne et le Hezbollah reprennent Saraqeb,,,,. La Russie annonce le déploiement d'unités de sa police militaire dans la ville. Le 3 mars, au moins neuf civils, dont cinq enfants, sont tués par un missile sol-sol de l'armée syrienne et un avion syrien L-39 Albatros est abattu par un F-16 turc et son pilote est tué. Le 4 mars, l'armée turque déplore deux morts et six blessés. Le 5 mars, deux soldats turcs sont tués et trois blessés, tandis qu'au moins 15 civils sont tués dans un bombardement russe près de Maaret Misrin.
Le 5 mars, Vladimir Poutine et Recep Tayyip Erdoğan se retrouvent à Moscou, où après six heures de discussions ils annoncent l'instauration d'un cessez-le-feu dans la province d'Idleb à compter de minuit,. L'accord prévoit notamment l'établissement de patrouilles communes russo-turques le long de l'autoroute M4 à partir du 15 mars et la mise en place d'un « couloir de sécurité » de 12 kilomètres de large le long de cet axe,,. Le lendemain, dans un communiqué, le président Bachar el-Assad se déclare « satisfait » de l'accord.
Le 6 mars, la trêve est globalement respectée et l'OSDH fait état d'une « absence totale d’avions de guerre russes et du régime dans l’espace aérien d’Idlib ». Un seul affrontement sérieux a lieu entre minuit et trois heures du matin dans le Jabal al-Zawiya, causant la mort d'au moins six soldats syriens et de neuf djihadistes du Parti islamique du Turkestan,.

## Pertes
Plusieurs bilans sont donnés par l'Observatoire syrien des droits de l'homme (OSDH) :
- Entre le 19 et le 24 décembre 2019 : au moins 134 morts du côté du régime et au moins 167 morts du côté de l'opposition — dont 138 djihadistes et 29 rebelles —[6], ainsi qu'au moins 78 civils, dont 17 femmes et 13 enfants, tués par les frappes aériennes et les tirs d'artillerie du régime et de la Russie entre le 19 et le 24 décembre 2019[34]
- Le 25 décembre 2019 : au moins quatre loyalistes tués[7]
- Le 26 décembre 2019 : au moins sept loyalistes tués[8]
- Entre le 28 décembre 2019 et le 15 janvier 2020 : au moins 91 morts du côté du régime et au moins 50 morts du côté de l'opposition — dont 38 djihadistes et 12 rebelles — et au moins 79 civils tués[9],[10] (dont au moins 30 loyalistes et 9 djihadistes tués le 28 décembre 2019[177], au moins 2 loyalistes et 5 djihadistes tués le 29 décembre 2019[178],[179] : au moins 2 civils tués le 30 décembre 2019[180], au moins 27 loyalistes et 20 djihadistes et rebelles tués le 31 décembre 2019[181], au moins 9 civils tués le 1er janvier 2020[182], au moins 22 loyalistes et 12 djihadistes tués le 2 janvier 2020[183],[184], au moins 17 civils tués le 5 janvier 2020[185], au moins 27 loyalistes et 18 djihadistes et rebelles tués le 8 janvier 2020[186], au moins trois loyalistes et 19 civils tués le 11 janvier 2020[187], au moins trois civils tués le 12 janvier 2020[188] et au moins quatre civils tués le 13 janvier 2020[189])
- Entre le 15 janvier et le 5 mars 2020 : au moins 1 071 morts du côté du régime — dont 170 causés par les bombardements turcs —, au moins 1 129 morts du côté de l'opposition — dont 793 djihadistes et 336 rebelles —, au moins 71 morts du côté de l'armée turque, au moins 27 morts chez les milices étrangères pro-régime et au moins 342 civils tués, dont 54 femmes et 105 enfants, — dont 210 tués par l'aviation russe, 60 par l'aviation du régime, 11 par les hélicoptères du régime, 39 par l'artillerie du régime et 22 par les tirs d'artillerie des rebelles et des djihadistes[11].
- Plus de 470 civils tués par les bombardements du régime syrien et de la Russie entre mi-décembre 2019 et le 2 mars 2020[19].

L'ONU fait pour sa part état de la mort d'au moins 200 civils dans les frappes aériennes et les tirs d'artillerie entre le 1er janvier et le 13 février 2020. 
Les Casques Blancs font état de 612 civils tués et plus de 2 000 d'entre eux blessés entre le 1er janvier et le 5 mars 2020. 
Le Hezbollah compte pour sa part au moins trois tués dans les régions d'Idleb et Alep au cours du mois de janvier 2020,. Au moins deux Iraniens du Corps des Gardiens de la révolution islamique sont également tués,, dont Asghar Pashapour, un haut commandant iranien de la Force Al-Qods, tombé dans la région d'Alep le 2 février 2020,,. 
La Russie fait également état de tués parmi ses troupes, mais sans en préciser le nombre. Selon le ministère russe des Affaires étrangères, quatre officiers des unités spéciales du FSB sont tués le 1er février dans la région d'Alep lorsque leur véhicule saute sur une mine, alors qu'ils revenaient d'une séance de pourparlers avec des militaires turcs et des militaires syriens loyalistes. L'OSDH fait état de la mort de quatre autres militaires russes à la mi-janvier.
Le 8 mars, le président turc Recep Tayyip Erdoğan annonce que les pertes de l'armée turque sont de 59 « martyrs » depuis février, tandis qu'il revendique un bilan de 3 400 combattants « neutralisés », 3 avions, 8 hélicoptères, 256 chars, 8 systèmes de défense aérienne, 99 véhicules militaires et 2 aéroports détruits du côté du régime syrien,.
L'UNICEF compte au moins 65 enfants tués ou blessés en décembre, et près de 50 000 enfants privés d'école.

## Crimes de guerre
Début février, à Khan al-Sebel, près de Maarat al-Nouman, des miliciens du régime syrien profanent un cimetière en détruisant des pierres tombales et en exhumant des cadavres,,,.
Selon l'Organisation mondiale de la santé (OMS), 72 hôpitaux, cliniques et dispensaires doivent suspendre leurs activités entre décembre 2019 et février 2020, soit après avoir été pris pour cibles par les forces aériennes syriennes et russes, soit par crainte de l'être.
Human Rights Watch fait état d'images montrant l'exécution sommaire d'un civil par des hommes de la 25e Division des Forces spéciales — les ex-Forces du Tigre — à Maarat al-Nouman.
Le 11 mai 2020, Amnesty International accuse le régime syrien et la Russie de « crimes de guerre ». L'ONG affirme avoir documenté 18 attaques menées « intentionnellement » contre des écoles et des centres médicaux dans la région d'Idleb entre le 5 mai 2019 et le 25 février 2020 et fait état de l'utilisation d'armes à sous-munitions par l'armée syrienne.
En juillet 2020, la Commission d'enquête indépendante et internationale (COI) sur les violations des droits de l'homme en Syrie, présidée par Paulo Sérgio Pinheiro (en), publie un rapport portant sur la période du 1er novembre 2019 au 30 avril 2020 dans la poche d'Idleb, et dans lequel le bombardement de 17 installations médicales, 14 écoles, 9 marchés et 12 maisons sont répertoriés et commis presque tous par les forces loyalistes syriennes et russes. Paulo Sérgio Pinheiro déclare que : « Des enfants ont été bombardés à l’école, des parents ont été bombardés au marché, des patients ont été bombardés à l’hôpital et des familles entières ont été bombardées alors qu’elles fuyaient ». Le rapport estime que ces « bombardements indiscriminés [...] pourraient être constitutifs de crime contre l’humanité ». Le groupe djihadiste Hayat Tahrir al-Cham est également accusé de « pillages, détention, torture et exécution de civils, y compris des journalistes » et d'avoir « bombardé de façon indiscriminée des zones densément peuplées, semant la terreur parmi les civils vivant dans les zones sous contrôle gouvernemental ».

## Réfugiés
Selon le Bureau de la coordination des affaires humanitaires (OCHA), l'offensive du régime syrien provoque la fuite vers la frontière turque de 900 000 civils entre le 1er décembre 2019 et le 17 février 2020, soit la plus importante vague de déplacés depuis le début du conflit en 2011,. Parmi eux figurent plus de 500 000 enfants. L'OSDH donne pour sa part un bilan d'1,1 million de déplacés à la date du 19 février. À la mi-février, l'OCHA estime que 36% des familles nouvellement déplacées sont logées ; 17% trouvent refuge dans des camps déjà surpeuplés ; 15% se réfugient dans des bâtiments inachevés dépourvus de toits, de murs ou de portes ; 12% sont "à la recherche d’un abri" et 20% vivent à l’extérieur.
Si certains civils parviennent à se reloger, des milliers de familles se retrouvent contraintes de s'établir en plein hiver, occasionnellement sous la neige et sous des températures négatives, au milieu des champs, sur les bords des routes, dans des habitations de fortune, ou doivent dormir dans leurs véhicules,.
Le 17 février, Mark Lowcock, le secrétaire général adjoint du Bureau de la coordination des affaires humanitaires (OCHA) de l'ONU déclare que les civils sont « traumatisés et forcés de dormir dehors par des températures glaciales, car les camps de réfugiés sont pleins. Les mères brûlent du plastique afin de réchauffer les enfants. Des bébés et de jeunes enfants meurent à cause du froid ».

## Suites
Des combats et des bombardements éclatent ponctuellement dans la région d'Idleb pendant les mois qui suivent le cessez-le-feu. Le 10 mai 2020, des combats éclatent dans le nord-ouest du gouvernorat de Hama, faisant au moins 15 morts du côté du régime syrien et sept tués chez les djihadistes de Tanzim Hurras ad-Din. Le 3 juin, l'aviation russe mène des frappes aériennes pour la première fois depuis le début de la trêve. Le 8 juin, des djihadistes de Tanzim Hurras ad-Din attaquent deux villages de la région de Sahl al-Ghab, tuant 19 combattants loyalistes, contre 22 morts dans leurs rangs selon l'OSDH. Le 3 août, dans le gouvernorat de Lattaquié, les loyalistes donnent l'assaut sur les collines de Kabana et al-Haddadah, dans le Jabal Al-Akrad : leurs pertes sont de 12 tués et 17 blessés, contre au moins six tués chez les rebelles, dont quatre de Hayat Tahrir al-Cham et deux de l'Armée nationale syrienne,.
Le 20 octobre 2020, l'armée turque se retire du poste d'observation de Morek
Le 26 octobre, l'aviation russe frappe un camp d'entraînement de Faylaq al-Cham, un groupe de l'Armée nationale syrienne à Harem, dans la région de Jabal al-Douayli, au nord-ouest d'Idleb, faisant au moins 78 morts et 90 blessés,. En représailles, les rebelles du Front national de libération bombardent à l'artillerie des positions de l'armée syrienne, faisant au moins 15 morts selon l'OSDH.
Le 11 septembre 2021, deux soldats turcs sont tués et trois autres blessés par l'explosion d'une bombe entre Idleb et Binnish.

### Vidéographie
- [vidéo] We Went on a Russian Army Propaganda Tour of Syria, VICE News, 6 décembre 2019.
- [vidéo] Syrie : Témoignage des habitants qui fuient Maaret al-Noomane, France 24, 28 janvier 2020.
- [vidéo] Inexorablement, l’armée syrienne poursuit sa reconquête de la province d'Idleb, France 24, 2 février 2020.
- [vidéo] Guerre en Syrie : les forces syriennes progressent dans la région d'Idlib, France 24, 7 février 2020.
- [vidéo] Guerre en Syrie : la Turquie fait savoir qu'elle ne reculera pas d'Idleb, France 24 avec AFP, 27 février 2020.
- [vidéo] Des rebelles syriens reprennent une ville stratégique de la province d'Idleb, AFP, 27 février 2020.